# Charles Frodsham
Charles Frodsham (1810 – 1871) è stato un orologiaio britannico.
Charles Frodsham fu un importante fabbricante di orologi di alta qualità e di cronometri, ultimo membro attivo di una famiglia che ebbe un ruolo di primo piano nell'orologeria londinese fin dalla fine del Settecento. Fu membro della Worshipful Company of Clockmakers. Nel 1840 divenne socio di John Roger Arnold (?-1843), erede dell'attività del più celebre padre. L'attività della casa continuò dopo la sua morte, avvenuta nel 1871, ma la produzione passò gradualmente nei laboratori di terzi. I livelli qualitativi rimasero comunque fra i più alti. La ditta è ancora attiva. Alla Great Exhibition londinese del 1851 Frodsham presentò un calibro a tre-quarti di platina, che marcò con le lettere "AD. FMSZ", crittografia dell'anno 1850: la chiave di lettura è costituita dalla sequenza numerica delle lettere che compongono il cognome Frodsham, con la lettera "Z" per lo zero. Tale crittografia fu successivamente adottata dalla casa per tutti gli orologi più importanti.